# Mexican Bay
Die Schiffe Fortuna Bay und Mexican Bay sind große Kühlschiffe einer in den 1990er Jahren in Japan gebauten Kleinserie.

## Werft und Reederei
Die Schiffe wurden 1993 und 1994 auf der Akitsu-Werft der Shin Kurushima Dockyard Company im japanischen Hiroshima für das schwedische Unternehmen NYK Lauritzen Cool gebaut. Heute gehören die Schiffe jeweils einer zur Triton Schiffahrt gehörenden Einschiffsgesellschaft. Triton Schiffahrt wurde im Jahr 1994 in der Stadt Leer gegründet und betreibt als eine der wenigen deutschen Reedereien wieder eine größere Anzahl von Kühlschiffen. 2000 wurde das Unternehmen von Seatrade Holding in Groningen, Niederlande, als 100%ige Tochtergesellschaft übernommen. Seatrade ist der größte Operator in der weltweiten Kühlschifffahrt und setzt auch die 28 Kühlschiffe von Triton Schiffahrt ein.
Der Dachfonds MPC-Reefer Flotte 2 hat 2007 mit Anlegermitteln in vierzehn Kühlschiffe aus dem Zweitmarkt investiert, darunter befinden sich auch die Fortuna Bay und Mexican Bay. Alle diese Schiffe werden von Triton Schiffahrt bereedert.

## Schiffsbeschreibung
Die Schiffe fahren unter der Flagge Liberias mit Heimathafen Monrovia und verfügen über vier Luken und vier Räume mit insgesamt 532.000 cbft. Die Räume 2 bis 4 sind durch Zwischendecks in insgesamt fünf Decks unterteilt, der Raum 1 verfügt über vier Decks. Damit sind die Laderäume in 19 Kompartments unterteilt mit einer Stellfläche für die Ladung von insgesamt rund 6.351 m². Diese Kompartments können auf acht unterschiedlichen Temperaturen im Bereich vom −30 °C bis +15 °C für die jeweiligen Ladungen gekühlt werden.
Die Kühlluft wird von Ventilatoren durch die Luftkühler gedrückt und durchströmt die auf den Grätingen stehende Ladung im Laderaum vertikal von unten nach oben. Oben wird die Luft wieder von Ventilatoren angesaugt. Diese Ventilatoren sind so ausgelegt, dass sie eine maximale Umwälzung bis 90fach pro Stunde ermöglichen. Das bedeutet, dass das auf den leeren Laderaum bezogene Luftvolumen pro Stunde 90 mal durch den Luftkühler strömt, um hier die Wärme abzuführen. Das Schiff ist ausgestattet mit den von der USDA geforderten Einrichtungen zur Temperaturüberwachung und verfügt außerdem über Leitungen und Anschlüsse für den Kühlbetrieb unter „kontrollierter Atmosphäre“ (CA). Die Schiffe erfüllen die Anforderungen der 360 Quality Association.
An Deck der Schiffe ist Platz für insgesamt 126 Standardcontainer(TEU). Für 44 Kühlcontainer zu je 40 Fuß (88 TEU) sind elektrische Anschlüsse installiert. Pro Luke ist ein Kran vorhanden, so dass die Schiffe unabhängig von der Suprastruktur in den Häfen Ladungen umschlagen können. Drei der Krane haben eine Hebekapazität von jeweils 8 Tonnen, der mittschiffs angeordnete Kran kann 36 Tonnen heben, er kann daher auch die Kühlcontainer umschlagen, die beladen rund 30 Tonnen wiegen können.
Das Deckshaus mit der Brücke und den Wohneinrichtungen für die Besatzung sind achtern angeordnet. Hier befindet sich auch der Maschinenraum mit dem Zweitakt-Antriebsmotor, den Hilfsdieselgeneratoren zur Stromerzeugung und den Kältemaschinen. Bei der Geschwindigkeit von 19,2 kn verbraucht die Schiffe bei Ballastfahrt 35,5 t und bei Kühlfahrt 39 t Schweröl. Die Bunkerkapazität für Brennstoff beträgt rund 1.560 t Schweröl und 110 t Marinedieselöl (MDO).

## Die Schiffe
| Bauname          | Baujahr | IMO-Nummer | Auftraggeber            | Spätere Namen                                                             |
| ---------------- | ------- | ---------- | ----------------------- | ------------------------------------------------------------------------- |
| Uruguayan Reefer | 1993    | 9067128    | Este Dios, Panama       | Fortune Bay → Fortuna Bay → Yong Hang 3 → Abwrackwerften bei Alang (2023) |
| Mexican Reefer   | 1994    | 9064839    | Makoto Shipping, Panama | Mexican Bay → Umbau zum Viehtransporter, Rami M                           |